# Lizette Risgaard
Helle Lizette Risgaard (født 15. juli 1960) er en dansk tidligere fagforeningsleder. Hun blev næstformand for LO i 2007 og stillede op til formandsposten efter Harald Børsting i 2015, hvor hun blev valgt på LO's kongres den 27. oktober 2015 med 312 stemmer. Få dage efter valget til formand udskiftede hun størstedelen af den ansatte ledelse i LO. Dermed blev Risgaard LO's eneste kvindelige formand. Risgaard var LO's formand fra 2015-18.
Hun er oprindeligt uddannet kontorassistent og har en mastergrad i offentlig administration. Fagligt arbejde har udgjort hovedparten af hendes arbejdsliv, og hun har langsomt arbejdet sig op gennem rækkerne til LO's højeste top. Risgaard gik i spidsen for dansk fagbevægelse mod lavprisflyselskabet Ryanair, og fik rettens ord for, at danske løn- og arbejdsvilkår skal overholdes i Danmark.
Fra 1. januar 2019 til 30. april 2023, hvor hun valgte at gå af grundet flere anklager om sexchikane, var Risgaard Fagbevægelsens Hovedorganisations første formand.
Efter afgangen som formand for Fagbevægelsens Hovedorganisation fortsatte hun i tunge bestyrelsesposter hvilket affødte åben kritik fra HK Danmark. 
Efterfølgende fandt gravermediet Frihedsbrevet uoverensstemmelser imellem et centralt vidne der anklagede Lizette Risgaard for upassende berøringer og en offentligt tilgængelig video af episoden.
29.oktober udgav Lizette Risgaard sin version om årsagerne til hendes afgang i bogen "Min version". I bogen fremkom hun med flere formodninger og potentielle årsagssammenhænge dog uden at blive konkret.